# Bruno Fernandes de Souza
Bruno Fernandes das Dores de Souza (Belo Horizonte, 23 december 1984) - alias Bruno - is een Braziliaans voormalig voetballer die dienstdeed als doelman. Hij speelde van 2002 tot en met 2010 voor achtereenvolgens Atletico Mineiro, Corinthians en Flamengo. Hij werd in maart 2013 veroordeeld tot een gevangenisstraf van 22 jaar voor de moord op zijn ex-vriendin, tevens de moeder van zijn zoon.

## Carrière
Bruno debuteerde in het betaald voetbal bij Atletico Mineiro. Hiermee speelde hij in zowel de Serie B als de Serie A. Nadat hij 59 keer voor de club uitkwam in de nationale competitie, verhuisde hij naar Corinthians. Trainer Émerson Leão gebruikte hem hier als reservekeeper, achter Marcelo. Zonder een wedstrijd voor Corinthians in de benen, vertrok Bruno in 2006 naar Flamengo. Dat huurde hem eerst twee jaar en nam het in 2008 definitief over. Omdat eerste doelman Diego ten tijde van zijn aankomst net geblesseerd was geraakt, kwam hij direct aan spelen toe. Hij stond zijn plaats in het doel vervolgens niet meer af. Bruno maakte op 23 april 2008 voor het eerst een doelpunt in het betaald voetbal. Tijdens een wedstrijd tegen Coronel Bolognesi in het toernooi om de Copa Libertadores scoorde hij uit een vrije trap. Nadat zijn teamgenoot Fábio Luciano in mei 2009 stopte met voetballen, volgde Bruno hem op als aanvoerder van Flamengo. Zijn teamgenoten en hij werden dat jaar kampioen van de Serie A.

## Moord
Bruno werd in juni 2010 gearresteerd naar aanleiding van de verdwijning van zijn ex-vriendin en moeder van zijn zoon een maand daarvoor. Een neef van hem vertelde de politie over zijn betrokkenheid bij haar dood. Na afloop van het politieonderzoek werd Bruno in mei 2013 veroordeeld tot 22 jaar gevangenisstraf.
Wegens een vormfout (de behandeling van het hoger beroep duurde te lang) is hij in 2017 weer vrijgelaten en hervat dan zijn voetballoopbaan.